# Leichtathletik-Weltmeisterschaften 2023/Teilnehmer (Aserbaidschan)
| Goldmedaillen | Silbermedaillen | Bronzemedaillen |
| ------------- | --------------- | --------------- |
| —             | —               | —               |

Der Leichtathletikverband von Aserbaidschan hat für die Leichtathletik-Weltmeisterschaften 2023 in Budapest einen Sportler und eine Sportlerin gemeldet.

## Ergebnisse

### Männer

#### Sprung/Wurf
| Athlet         | Disziplin  | Qualifikation | Qualifikation | Finale     | Finale |
| Athlet         | Disziplin  | Weite/Höhe    | Platz         | Weite/Höhe | Platz  |
| -------------- | ---------- | ------------- | ------------- | ---------- | ------ |
| Alexis Copello | Dreisprung | NM            | NM            | DNQ        | DNQ    |

### Frauen

#### Sprung/Wurf
| Athletin     | Disziplin  | Qualifikation | Qualifikation | Finale     | Finale |
| Athletin     | Disziplin  | Weite/Höhe    | Platz         | Weite/Höhe | Platz  |
| ------------ | ---------- | ------------- | ------------- | ---------- | ------ |
| Hanna Skydan | Hammerwurf | 77,10 m NR    | 1             | 74,18 m    | 4      |